# 253 (numero)
Duecentocinquantatré (253) è il numero naturale dopo il 252 e prima del 254.

## Proprietà matematiche
- È un numero dispari.
- È un numero composto con 4 divisori: 1, 11, 23 e 253. Poiché la somma dei suoi divisori (escluso il numero stesso) è 35 < 253, è un numero difettivo.
- È un numero semiprimo.
- È un intero di Blum.
- È un numero triangolare, la somma di tutti i numeri interi da 1 a 22.
- È un numero ettagonale centrato, ennagonale centrato, 12-gonale centrato e 42-gonale centrato.
- È un numero stellato.
- È un numero idoneo.
- È un numero di Ulam.
- È un numero odioso.
- Può essere espresso in due modi diversi come differenza di due quadrati, e in un unico modo come somma di tre quadrati: 253=17²-6²=127²-126²=3²+10²+12².
- È parte delle terne pitagoriche (204, 253, 325), (253, 1380, 1403), (253, 2904, 2915), (253, 32004, 32005).
- È un numero palindromo nel sistema di numerazione posizionale a base 12 (191).
- È un numero congruente.

## Astronomia
- 253P/PANSTARRS è una cometa periodica del sistema solare.
- 253 Mathilde è un asteroide della fascia principale.
- NGC 253 è una galassia spirale della costellazione dello Scultore.

## Astronautica
- Cosmos 253 è un satellite artificiale russo.

## Altri ambiti
- +253 è il prefisso telefonico internazionale del Gibuti.
- Bordetella bronchiseptica 253 è uno stipite batterico.
- Bundesautobahn 253 è una autostrada federale in Germania.
- Bundesstraße 253 è una strada federale dell'Assia, Germania.
- Nobelium-253	è un isotopo del Nobelio.